# Sebastià Dalmau i Oller
Sebastià Dalmau i Oller   (Teià, 29 de novembre de 1682 - Viena, 2 d'agost de 1762) fou un militar austriacista, coronel de cavalleria de l'exèrcit de Catalunya durant la Guerra de Successió Espanyola.

## Bibografia
Fill d'un ric comerciant de Barcelona, l'adroguer Amador Dalmau i Colom, ja durant el 1704 formava part dels nuclis de conspiració austriacista per revoltar Barcelona, però fou descobert i empresonat juntament amb el seu pare pel virrei de Catalunya Francisco de Velasco. El 1705, amb l'entrada de les tropes austriacistes a Barcelona, Dalmau i son pare foren alliberats i Carles III el recompensà amb el privilegi de cavaller.
El 1706 fou un dels primers nomenats com a capità de la Coronela de Barcelona, i hagué de lluitar en la defensa de la ciutat durant el setge borbònic de Barcelona del mateix any. El 1713 el seu pare va finançar amb el seu patrimoni una unitat de cavalleria de 250 cavalls, el regiment de cavalleria La Fe i l'expedició del Braç Militar, i fins i tot va fer un préstec al virrei Starhemberg. També va participar en l'expedició frustrada del diputat Antoni Berenguer i el general Nebot que tenia com a objectiu desbloquejar el setge de Barcelona mobilitzant les comarques de l'entorn. A partir de 1713 i tot al llarg del setge de Barcelona formà part de les Juntes de Defensa de la Ciutat i s'encarregà d'aconseguir subministraments per mantenir la resistència. En l'àmbit polític, tingué un paper d'equilibri amb els defensors més fanàtics i radicals: quan el virrei va abandonar Barcelona, Dalmau va controlar el destí dels 4.000 miquelets catalans i aragonesos enquadrant-los en els regiments catalans.
Després de la desfeta del 1714, i ocupada Barcelona, va ser arrestat i conduït primer al castell d'Alacant i després a la ciutadella de Pamplona. El 1719, fou traslladat a Segòvia, on fou alliberat el 1725 mercès a la Pau de Viena, i els seus béns li foren retornats. Aleshores s'instal·là a Viena i es reincorporà a l'exèrcit imperial, on fou nomenat Tinent General de Cavalleria.